# Boissy-Maugis
Boissy-Maugis is een plaats en voormalige gemeente in het Franse departement Orne (regio Normandië) en telt 416 inwoners (2004). De plaats maakt deel uit van het arrondissement Mortagne-au-Perche. Op 1 januari 2016 is Boissy-Maugis gefuseerd met Courcerault, Maison-Maugis en Saint-Maurice-sur-Huisne tot de gemeente Cour-Maugis sur Huisne. 

## Geografie
De oppervlakte van Boissy-Maugis bedraagt 21,9 km², de bevolkingsdichtheid is 19,0 inwoners per km².
De onderstaande kaart toont de ligging van Boissy-Maugis met de belangrijkste infrastructuur en aangrenzende gemeenten.

## Demografie
Onderstaande figuur toont het verloop van het inwonertal (bron: INSEE-tellingen).